# Beaver City, Nebraska
Beaver City är administrativ huvudort i Furnas County i Nebraska. Enligt 2020 års folkräkning hade Beaver City 537 invånare.